# Wiblishauserhof
Wiblishauserhof, auch als Belzingerhof bezeichnet, ist eine Einöde der Gemeinde Waldstetten im schwäbischen Landkreis Günzburg in Bayern. 

## Geographie
Der Ort liegt circa zwei Kilometer nördlich von Waldstetten.

## Geschichte
Der Gutshof wird erstmals 1404 in einer Urkunde des Klosters Elchingen erwähnt. 

## Baudenkmäler
Siehe: Liste der Baudenkmäler in Wiblishauserhof (Belzingerhof)
Das Gutshaus und die Gutskapelle stehen auf der Denkmalliste.